# Take Me Out
«Take Me Out» — песня шотландской инди-рок-группы Franz Ferdinand, второй сингл из их дебютного студийного альбома Franz Ferdinand.

## Описание
По выражению одного из обозревателей, «Take Me Out» вознесла группу «на вершину танцевальной рок-волны». На 46-й церемонии «Грэмми» песня была представлена в номинации за лучшее вокальное рок-исполнение дуэтом или группой. По опросу музыкальных критиков Pazz & Jop, песня стала лучшим синглом 2004 года.
В 2011 году песня заняла 327 место в списке 500 величайших песен всех времён по версии журнала Rolling Stone. В том же году NME поместил песню на 27 позицию в списке «150 лучших треков последних 15 лет».
«Take Me Out» стала частью саундтреков таких игр как Madden NFL 2005, NHL 2005 и Shaun White Skateboarding, а также представлена в Guitar Hero, Guitar Hero: Smash Hits, SingStar Pop, Just Dance 2, Dance Dance Revolution Universe 2 и Rocksmith. «Take Me Out» используется в трейлере к фильму «Хэнкок» 2008 года.
На песню был снят клип шведским режиссёром Йонасом Оделлом. На церемонии MTV Video Music Award 2004 клип победил в номинации за видео-прорыв (Breakthrough Video). На 46-й церемонии «Грэмми» клип был представлен в номинации лучшее музыкальное видео, но уступил «Vertigo» группы U2.
По мнению одного из авторов песни, Алекса Капраноса, рифф из «Take Me Out» был позаимствован Фарреллом Уильямсом для песни «Can’t Rely on You» (2014), написанной им для Паломы Фейт, это стало продолжением претензий в адрес Уильямса, выступавшего в 2013-2015 годах одним из ответчиков в суде по обвинениям в копировании инструментальных партий для песни «Blurred Lines».

## Позиции в чартах

### Недельные чарты
| Чарты (2004)                        | Пиковая позиция |
| ----------------------------------- | --------------- |
| Австралия (ARIA)                    | 25              |
| Canada (Canadian Hot 100)           | 7               |
| Дания (Tracklisten)                 | 16              |
| Франция (SNEP)                      | 92              |
| Ирландия (IRMA)                     | 8               |
| Нидерланды (Dutch Top 40)           | 24              |
| Нидерланды (Single Top 100)         | 72              |
| Новая Зеландия (Recorded Music NZ)  | 16              |
| Шотландия (OCC Scotland)            | 2               |
| Швеция (Sverigetopplistan)          | 43              |
| Великобритания (OCC UK Singles)     | 3               |
| США (Billboard Hot 100)             | 66              |
| США (Billboard Alternative Airplay) | 3               |
| США (Billboard Pop Airplay)         | 31              |

### Сертификации
| Регион | Сертификация | Продажи  |
| --- | ------------ | -------- |
| США (RIAA) | Золотой      | 500 000^ |
| * Данные о продажах приведены только на основе сертификации. ^ Данные о тиражах приведены только на основе сертификации. |              |          |